# HF Neistin Tórshavn
Le HF Neistin Tórshavn est un club de handball basé à Tórshavn aux Îles Féroé.

## Palmarès

### Section féminine
- Championnat des Îles Féroé (41) : 1943, 1946, 1948, 1952, 1953, 1954, 1955, 1956, 1957, 1959, 1966, 1967, 1969, 1970, 1971, 1972, 1973, 1974, 1976, 1978, 1979, 1980, 1982, 1983, 1984, 1985, 1986, 1987, 1988, 1989, 1990, 1992, 1994, 1995, 1996, 1997, 2011, 2012, 2013, 2015, 2016
- Coupe des Îles Féroé (12) : 1987, 1988, 1989, 1990, 1992, 1994, 1995, 1996, 1997, 1998, 2006, 2012

### Section masculine
- Championnat des Îles Féroé (8) :  1949, 1953, 1955, 1978, 2000, 2008, 2010, 2011
- Coupe des Îles Féroé (6) : 1992, 1994, 2009, 2010, 2011, 2012